# L'allucinante fine dell'umanità
L'allucinante fine dell'umanità è un  film del 1968, diretto da Kazui Nihonmatsu. È una storia di ambientazione fantascientifica.

## Trama
In un arcipelago del Pacifico, la dottoressa Annabelle, scampata all'Olocausto, riesce nel suo laboratorio segreto a creare delle creature mostruose simili ad insetti, onde vendicarsi del mondo che ha permesso l'avvento della macchina dello sterminio. Un bombardiere statunitense viene distrutto da una nuvola di questi animali assai aggressivi. Parte dell'equipaggio riesce a paracadutarsi su un'isola, assieme all'ordigno nucleare che stavano trasportando. Mentre le Forze Armate americane sono alla ricerca dell'arma dispersa, con l'interferenza dell'Unione Sovietica, militari e residenti nell'isola subiscono nuove aggressioni e morti atroci. L'ordigno verrà fatto detonare, cancellando le creature mostruose ed uccidendo tutti i protagonisti, ad eccezione di una donna incinta, che contempla da una barca il fungo atomico.